# 荃灣龍母廟
22°23′03″N 114°07′31″E / 22.384143°N 114.125363°E

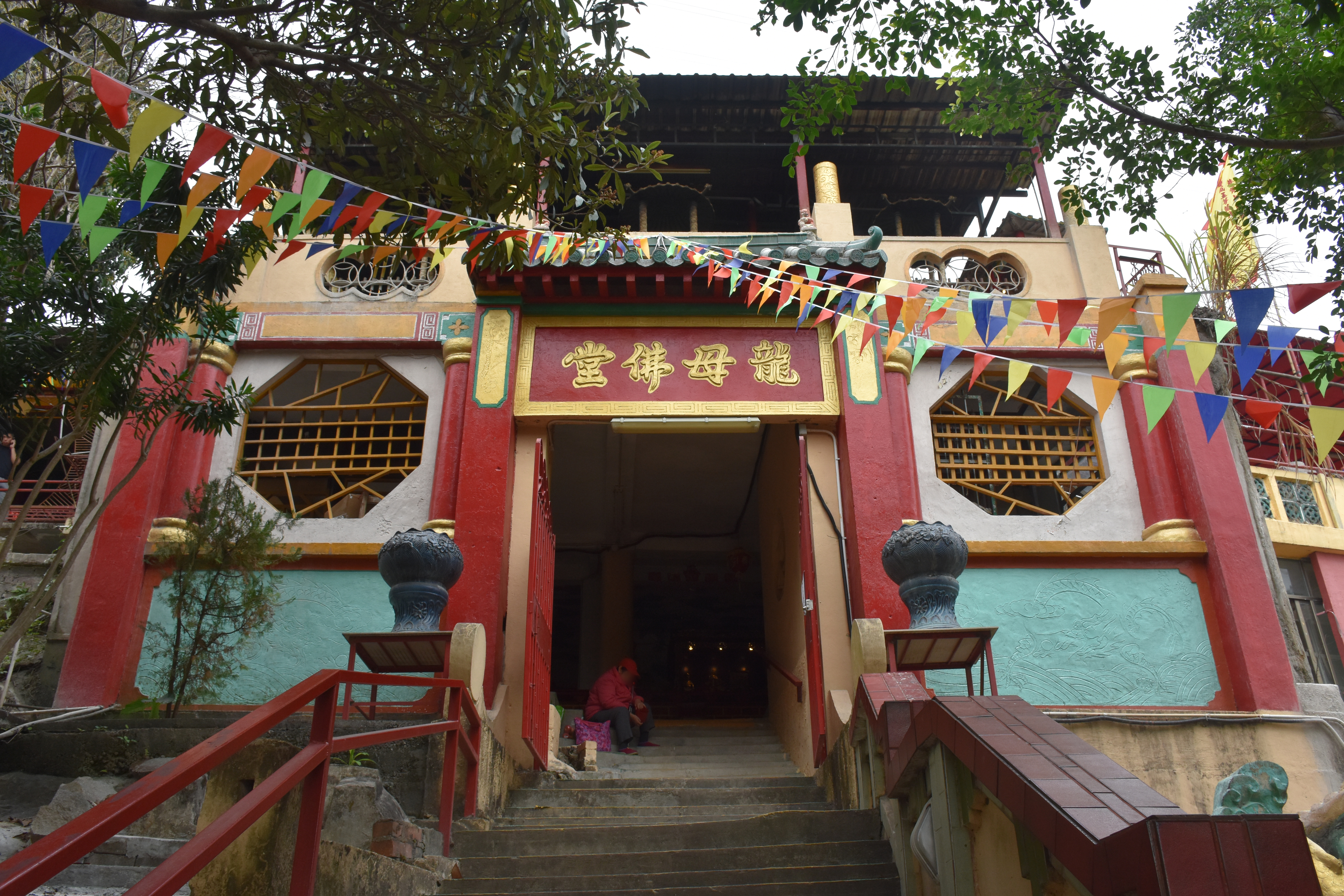
上角山龍母佛堂

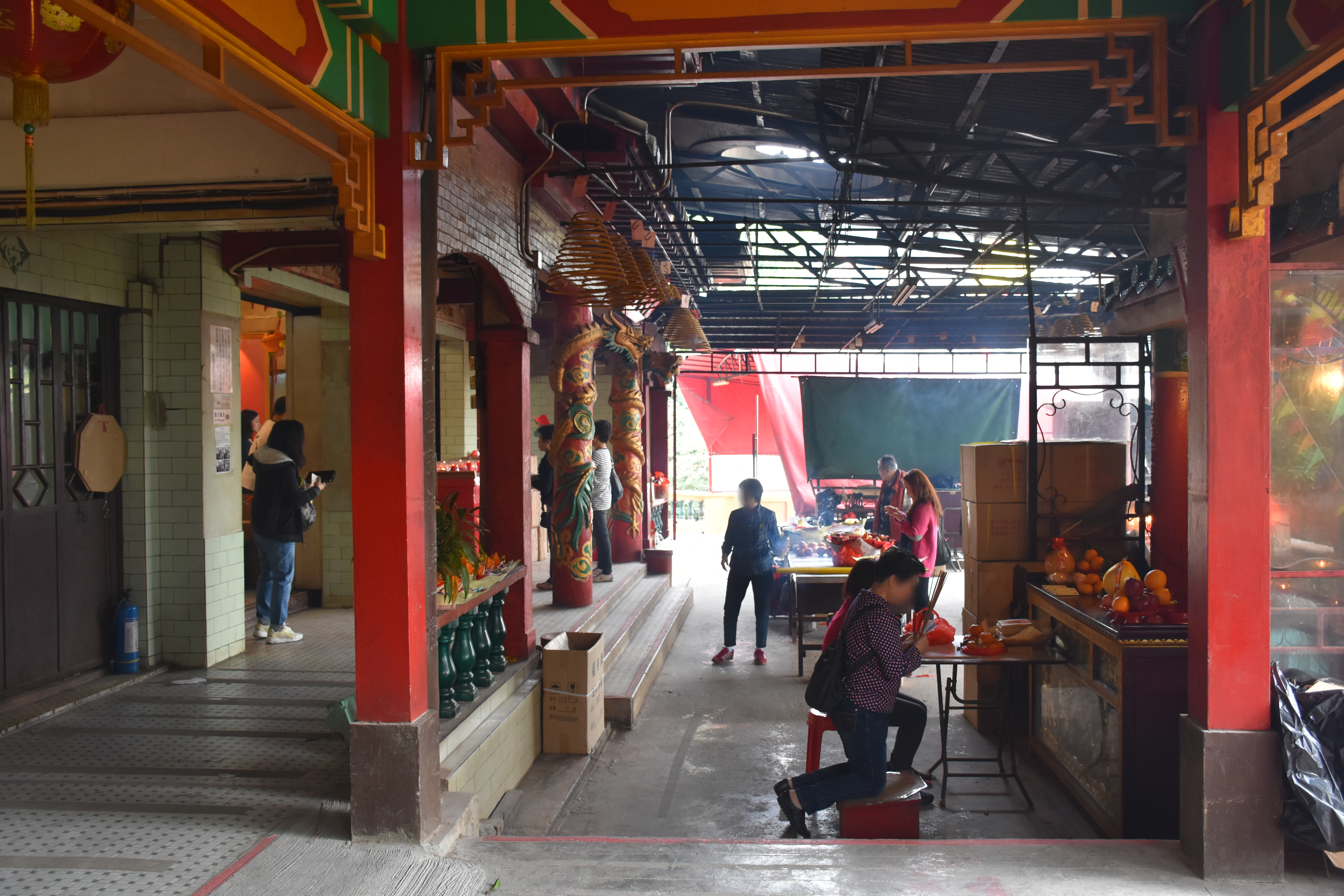
龍母佛堂主殿

上角山龍母佛堂，簡稱龍母佛堂，俗稱荃灣龍母廟，是香港一所供奉龍母的佛寺，位於新界荃灣老圍上角山東，是一所由私人營辦的佛寺。

## 歷史

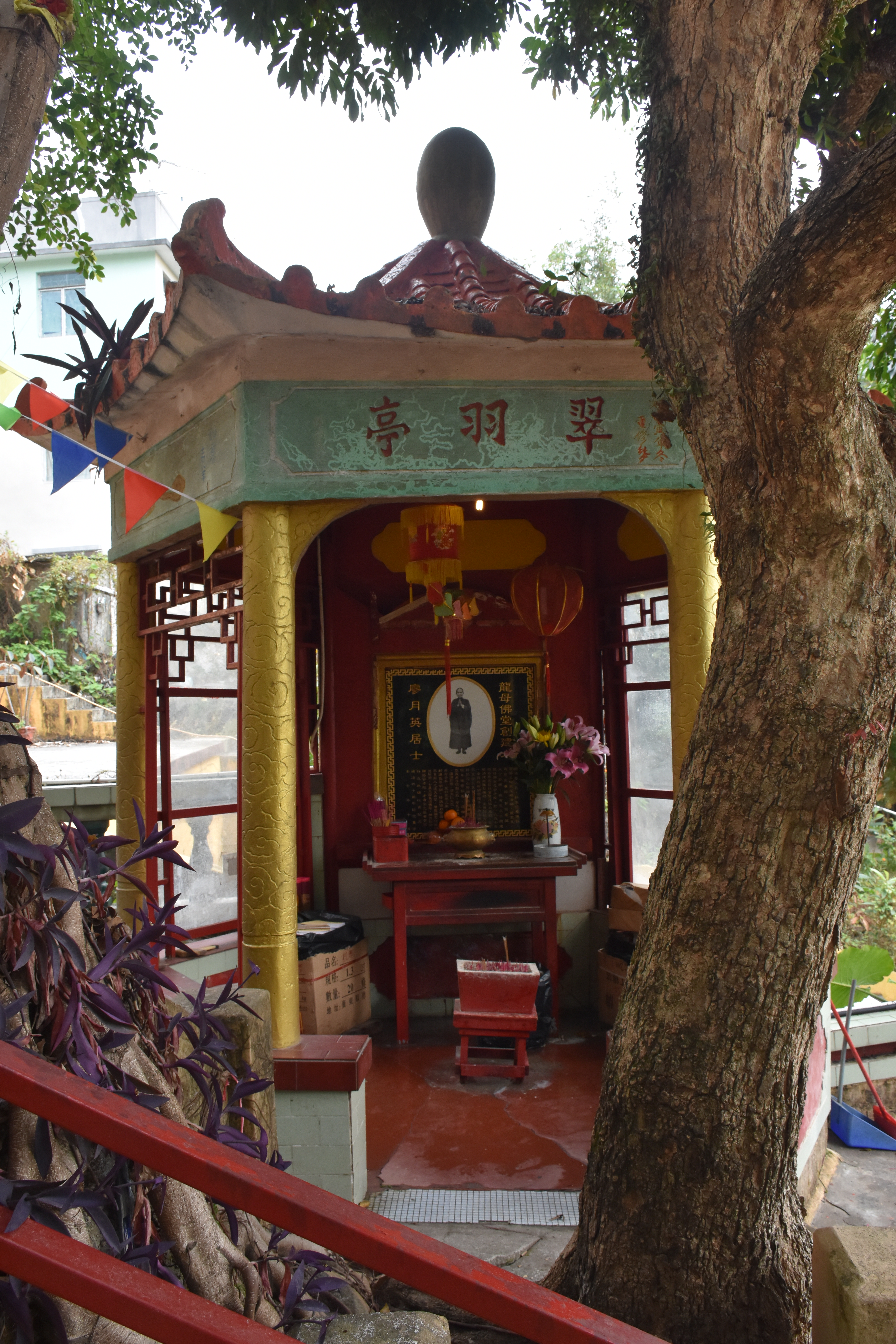
佛堂前之翠羽亭供奉佛堂創建人廖月英居士

龍母佛堂由祖籍廣東順德的廖月英居士（法號聖良，人稱「二姑」，已離世）於1957年創建。廖氏終生信奉佛教，早年皈依東普陀創辦人茂峰法師，並在機緣巧合之下得悉龍母德行及靈性，故立下宏願，在有生之日興建龍母佛堂及安老院。終於1957年獲各界善信及社會賢達支持，於下葵涌建起雛型佛殿，其間曾設分堂於上環。未幾因城市發展面臨清拆，幸得政府撥地於荃灣上角山另建新寺。經多年艱辛籌備，終將荒涼山野開拓至今日龍母佛堂之規模。
2002年，適逢龍母佛堂重修，特別於佛堂前建起「翠羽亭」並立碑供奉廖居士紀念其事蹟。

## 建築
龍母佛堂由兩座建築物組成，從正門拾級而上，樓梯頂部右方為龍母佛堂主殿，設有「龍母寶殿」供奉龍母娘娘，主殿居高臨下，可飽覽荃灣景色，主殿旁邊亦設有解籤堂。左方為一兩層式建築，下層為太歲殿及先人牌位，上層則置有觀音堂、元辰殿及龍母粧樓，可供善信進行傳統之求子習俗「摸龍床」。
龍母佛堂主殿右側設有通道通往毗連之荃灣地藏殿。

## 特色
雖然龍母佛堂地處偏僻，但每逢時節，因有居士為信眾解困，均會有大批信眾前往參拜，善信中更不乏娛樂圈明星。

## 交通
現時並沒有公共交通工具直達門前，信眾可乘搭81號小巴於老圍路上角山路路口下車後再沿上角山路右轉上角山東斜坡步行約10分鐘到達正門。亦可乘搭的士直抵佛堂門前。

## 圖集

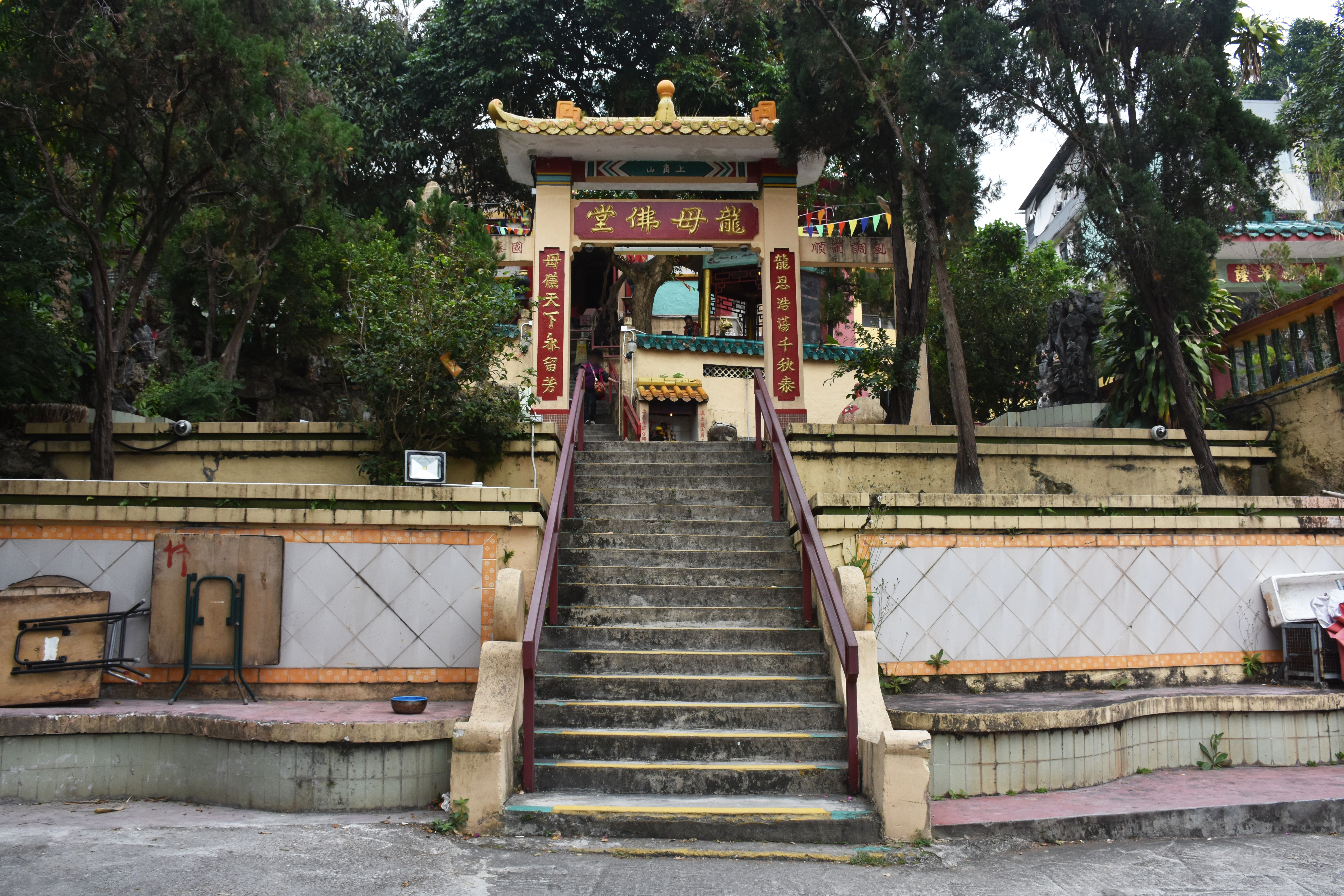
龍母佛堂正門牌樓
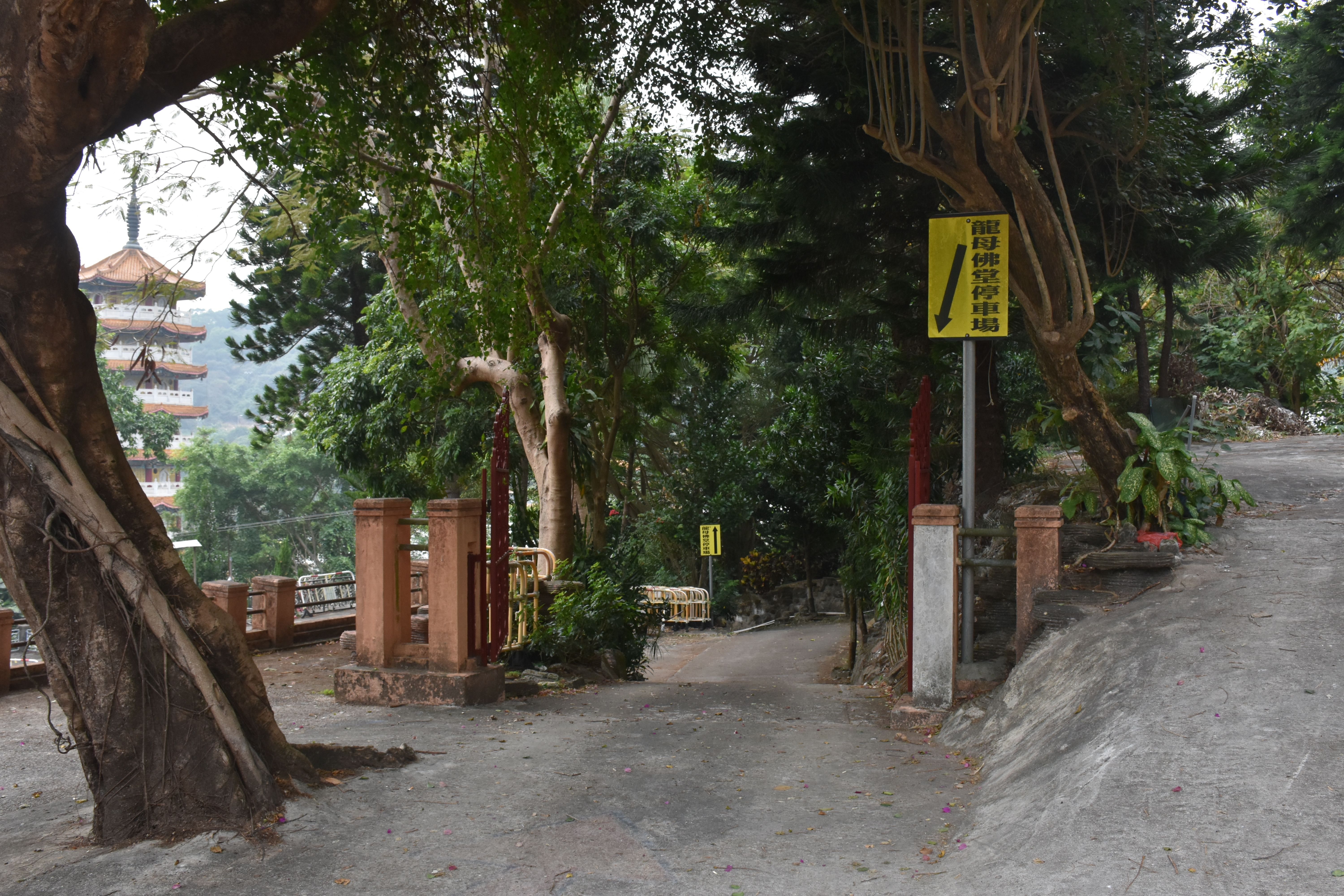
龍母佛堂正門側設有停車場
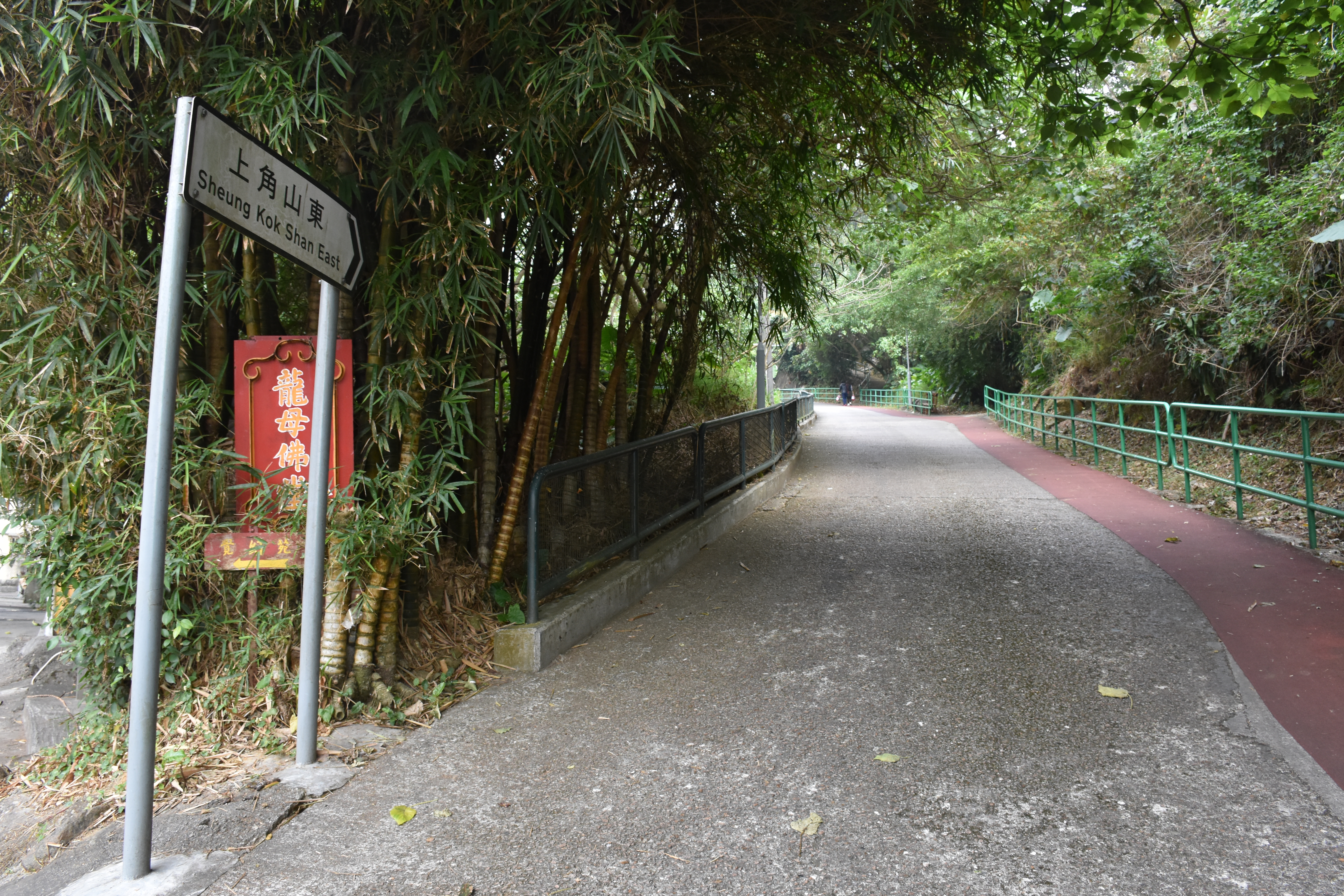
龍母佛堂位於上角山東斜坡之上，沿途立有「龍母佛堂」指示牌